# 卡季伊夫齊
48°42′22″N 26°26′43″E / 48.70611°N 26.44528°E
卡季伊夫齊（烏克蘭語：Кадиївці），是烏克蘭的村落，位於該國西部赫梅利尼茨基州，由卡緬涅茨-波多利斯基區負責管轄，始建於1410年，面積4.3平方公里，2001年人口1,703，人口密度每平方公里396.2人。